# Selección de baloncesto de España
La selección masculina de baloncesto de España es el equipo formado por jugadores de nacionalidad española que representa a la Federación Española de Baloncesto (FEB) en las competiciones internacionales organizadas por la Federación Internacional de Baloncesto (FIBA) o el Comité Olímpico Internacional (COI): los Juegos Olímpicos, la Copa Mundial de Baloncesto y el EuroBasket. Es la actual campeona de Europa.
España ha aparecido 32 veces en el EuroBasket, ganando cuatro medallas de oro, seis de plata y cuatro de bronce. También han competido en los Juegos Olímpicos 13 veces, con tres medallas de plata y una medalla de bronce como logros. Se han clasificado para la Copa Mundial FIBA 13 veces, ganándola dos veces, en 2006 y 2019.
España es una de las grandes potencias del baloncesto mundial y ocupa actualmente el sexto puesto en el Ranking Mundial FIBA.

## Historia

### Primeros años
La selección de baloncesto de España se formó, como equipo nacional, en 1935, a fin de participar en el primer Campeonato de Europa disputado en Ginebra en verano de 1935, y en el que España lograría la segunda posición. Dado que en el Campeonato de Europa se inscribieron once equipos y se buscaba dejarlo en un número par, se jugó una eliminatoria previa a partido único entre España y Portugal. El 15 de abril de 1935 la selección española disputó su primer partido de la historia en una cancha especialmente habilitada del Estadio de Chamartín, con el seleccionador español Mariano Manent ejerciendo también de árbitro. Ganó España por 33-12 y con ello se clasificó para el Europeo. El éxito del EuroBasket dio a la selección la posibilidad de participar en los Juegos Olímpicos de Berlín de 1936, los primeros en que hubo competición de baloncesto. España, subcampeona de Europa, era una de las favoritas a conseguir medalla, pero no pudo asistir a causa del estallido de la guerra civil española días antes del inicio de esos Juegos Olímpicos.
Coincidiendo con la primera fase final de un gran campeonato, que la selección disputó como anfitriona, el Campeonato de Europa de 1973, España volvió a conquistar la plata continental. A partir de entonces, alcanzaron con frecuencia las semifinales y repitieron subcampeonato en la edición de 1983, disputada en Francia.

### Años 1980: plata olímpica en Los Ángeles
A principios de los años 1980, un equipo formado por Corbalán y unos jóvenes Fernando Martín, "Epi", Chicho Sibilio y Fernando Romay, alcanzó las semifinales en el Campeonato de Europa de 1981, e inició una década con una presencia continuada en la élite. En la siguiente edición de 1983, disputada en Francia, fueron subcampeones derrotando en semifinales a la poderosa Unión Soviética y cayendo en la final contra Italia.
En los Juegos Olímpicos de 1984, España lograría su primera medalla olímpica. El combinado nacional tras superar la fase de grupos, se impuso en fase de eliminatorias a Australia en cuartos y a Yugoslavia en semifinales, logrando el pase a la final olímpica. España se enfrentó en la final a la anfitriona Estados Unidos, que contaba en sus filas con unos jóvenes Michael Jordan y Pat Ewing, concluyendo subcampeona olímpica.
El mismo núcleo de jugadores, del que también formaban parte Jordi Villacampa y Andrés Jiménez, mantuvo una continua presencia en las fases decisivas de los siguientes torneos, aunque no se consiguieron medallas: 4.º Europeo Alemania 1985; 5.º en el Mundial de Baloncesto de 1986, celebrado en España, tras perder contra la Brasil de Oscar Schmidt en un partido decisivo; 4.º de nuevo en el Europeo de Grecia de 1987, 8.º en los JJ. OO. de Seúl de 1988, 5.º en el Europeo de Yugoslavia de 1989 y 10.º en el Mundial de Argentina de 1990.

### Años 1990: altibajos
La plata olímpica empezó a exigir títulos, principalmente a nivel europeo y aunque la selección mantuvo una gran regularidad (4.º Europeo Alemania 1985, 5.º Mundial España 1986,  4.º Europeo Grecia 1987, 5.º Europeo Yugoslavia 1989) también hubo batacazos (8.º JJ. OO. Seúl 1988 y 10.º Mundial Argentina 1990) costó 7 años en conseguir una nueva medalla (Bronce - Eurobasket Italia 1991).
Había muchas esperanzas depositadas en los Juegos Olímpicos de Barcelona de 1992 al ser los organizadores, pero la selección cayó en los momentos decisivos, con una inesperada derrota ante Angola (partido que se perdió por 20 puntos y en que los españoles estuvieron casi 14 minutos seguidos sin meter una canasta), y el 9.º puesto supuso el fin de ciclo de Antonio Díaz-Miguel, que era el seleccionador desde 1965. No le renovaron el contrato y fue sustituido por Lolo Sainz como nuevo seleccionador.
Lolo Sainz, durante muchos años entrenador de éxito en el Real Madrid, tomó la dirección de un equipo renovado con jugadores como Rafa Jofresa, Ferrán Martínez y Alberto Herreros. No se consiguió repetir los éxitos del ciclo anterior, transmitiendo una misma imagen de equipo aspirante que se quedaba siempre a las puertas cuando había algo en juego. (5.º Europeo Alemania 1993, 10.º Mundial Canadá 1994, 6.º Europeo Grecia 1995, quedándose fuera de los JJ. OO. de Atlanta 1996, 5.º Europeo España 1997 y 5.º Mundial Grecia 1998).
En el Europeo de Francia de 1999 un equipo liderado por Alberto Herreros consiguió una meritoria plata, cayendo en la final ante Italia en un campeonato en el que se sobrepuso a varias derrotas en las fases iniciales del torneo.

### Años 2000: saboreando el oro

#### Sídney 2000: Batacazo olímpico y relevo generacional
Empezaron a aterrizar en el equipo los "Júniors de oro". En los Juegos Olímpicos de Sídney 2000 el equipo no consiguió un buen puesto, quedando en novena posición del torneo. Esta derrota supuso también la dimisión del seleccionador Lolo Sainz.

#### Primera medalla sénior de los "Júniors de oro" 2001
En el EuroBasket de Turquía de 2001, el cambio generacional se hizo palpable, con la llegada de Gasol, Navarro, Raúl López y Felipe Reyes. Se alcanzaron las semifinales y en un disputadísimo encuentro con Alemania se consiguió el bronce.

#### Quinto puesto en el Mundial de 2002
La selección española acabó en una quinta posición como en el anterior Mundial celebrado en Grecia, pero en esta ocasión esta plaza se logró venciendo a la selección estadounidense que era anfitriona por 81-75.
Pese a no conseguir medalla en el Mundial de 2002, el equipo siguió mostrando ambición y calidad a raudales. 

#### Se tocó el oro en 2003
En el EuroBasket de Suecia 2003, se vieron frenados en la final por la Lituania de Jasikevičius y Macijauskas. Pese a la plata conseguida siempre quedó la sensación de que España debería haber jugado diferente y haber conseguido el oro.

#### Favoritos sin medalla en 2004
El equipo español partía entre los favoritos en los Juegos Olímpicos de Atenas 2004. Tras una gran primera fase, en la que ganaron todos sus partidos, en cuartos se encontraron con un equipo de Estados Unidos que, tras varias derrotas, tuvo allí su mejor día. El sistema de competición de los Juegos llevó a España a la 7.ª posición, pese a haber perdido un solo partido y haber derrotado, entre otros, a los dos equipos que acabaron disputando la final, Argentina e Italia.

#### Pinchazo y 4.º puesto 2005
En el Europeo Belgrado 2005 se sufrió una dolorosa derrota en los últimos segundos en semifinales cuando Nowitzki anotó uno de sus clásicos fade-away. El equipo no se recuperó del varapalo y Francia se encargó de endosar un duro correctivo en la lucha por el bronce, teniéndose que conformar con el 4.º puesto. En este torneo Pau Gasol no pudo jugar por lesión.

#### Campeones del mundo en 2006

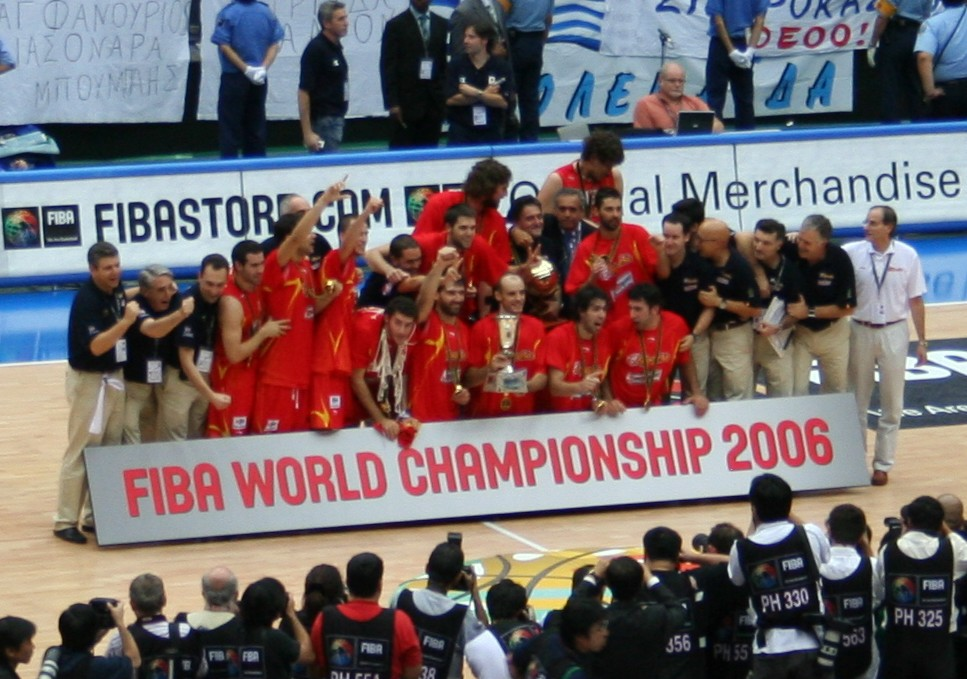
Los internacionales españoles, posando con el trofeo de campeones del mundo 2006 en el Saitama Arena.

El baloncesto español hizo historia en Japón y logró el mayor hito de su historia hasta ese momento: se proclamó campeona del mundo. Venció en sus nueve partidos que disputó, abrumó a casi todos sus rivales y exhibió un excepcional juego en equipo.
El 1 de septiembre, España disputó su segunda semifinal mundialista tras la de 1982, teniendo como rival a la vigente campeona olímpica, Argentina. Fue el partido que más le costó ganar a la selección española. Pero lo logró gracias a una extraordinaria defensa en los últimos compases del choque. España ganaba por 75-74 después de que José Manuel Calderón anotara uno de los dos tiros libres de los que dispuso. Quedaban 18 segundos. En el banquillo español se decidió defender hasta las últimas consecuencias, y se logró. Andrés Nocioni falló el último tiro y Rudy Fernández recogió el rebote que cerró la contienda. La ÑBA estaba clasificada para la final.
El 3 de septiembre, disputó su primera final mundialista en el pabellón Saitama Arena teniendo como rival a la vigente campeona europea: Grecia —la cual había eliminado en semifinales a la gran favorita: Estados Unidos por un marcador de 95—101 y con la baja por lesión de Pau Gasol, a pesar de lo cual venció de una manera holgada. Apenas iniciado el segundo cuarto ganaba por 26-12.
Pau Gasol fue nombrado MVP del campeonato y compartió junto a su compañero de selección, Jorge Garbajosa un lugar en quinteto ideal del Mundial.
La única nota triste de ese día de gloria para el deporte español fue el fallecimiento unas horas antes de la final del padre del entrenador, Pepu Hernández, lo cual se ocultó para no afectar al rendimiento de sus jugadores.
Tras su conquista mundialista, la selección fue recibida en Madrid, donde celebró el título ante decenas de miles de aficionados.

#### Subcampeones de Europa en 2007
Al año siguiente de proclamarse campeona del mundo, España afrontaba como anfitriona el Campeonato de Europa. El combinado español quedó a solo un punto de ostentar por primera vez en su historia la doble corona mundial y continental. Rusia se impuso en la final disputada en el Palacio de Deportes de Madrid por 59-60, quedando España como subcampeona.

#### Nueva plata olímpica en Pekín 2008
De cara a la cita olímpica de Pekín, Aíto García Reneses fue nombrado seleccionador en junio de 2008, sustituyendo a Pepu Hernández, cesado unas semanas antes.
El 24 de agosto, la selección española disputó en el Wukesong Arena de Pekín su segunda final olímpica teniendo como rival nuevamente a los Estados Unidos. España, a pesar de tener la baja de Calderón por lesión, aguantó el juego estadounidense —que tenían a Kobe Bryant y Dwyane Wade, como grandes estrellas— en los dos primeros cuartos y en los siguientes cuartos por momentos los superó en los marcadores parciales, reclamando jugadores y cuerpo técnico que se veían perjudicados por los árbitros, que no señalaban los pasos de salida, permitidos por el reglamento de la NBA pero no por el de la FIBA. Aún con todo, a falta de dos minutos un triple de Rudy Fernández colocó el partido 108-104 a favor de los norteamericanos. Sin embargo en los instantes finales el marcador se abrió para acabar con un 118-107 para la mejor selección estadounidense desde el Dream Team.
Ricky Rubio se convirtió en el medallista olímpico de baloncesto más joven de la historia con 17 años y 308 días, mientras que Pau Gasol fue el máximo anotador del torneo.

#### Campeones de Europa en 2009: Primer oro continental
Tras los Juegos Olímpicos, Aíto abandona el cargo y es sustituido por Sergio Scariolo. España quedó encuadrada en el Grupo C, con las selecciones de Reino Unido, Serbia y Eslovenia. El primer rival, Serbia, llegaba con una selección rejuvenecida. España se vio superada en todo momento y acabó perdiendo por 66-57. El siguiente partido era ante la selección, a priori, más débil, Reino Unido. España logró imponerse (84-76) aprovechando las debilidades de su rival, aunque el juego no convenció a la prensa. La selección se jugaba el pase a la 2.ª ronda con Eslovenia y necesitó una prórroga para poder llevarse el encuentro 90-84.
El inicio de la siguiente fase no supuso ningún cambio, nueva derrota 63-60 contra Turquía y muchas dudas sobre el equipo y el juego desplegado, incluso algún jugador se quejó a la prensa. Esto supuso el punto de inflexión en el campeonato, el equipo se comió a todos los rivales desplegando una gran defensa y venciendo con holgura.
Victorias por 84-70 ante Lituania y 90-68 ante Polonia para cerrar la 2.ª fase y conseguir el pase a cuartos contra el coco del otro grupo: Francia. Nuevas exhibiciones ante Francia 86-66 en cuartos y 82-64 en la semifinal ante Grecia para plantarse en la final.
En la final, el rival de España fue Serbia, que había superado en las semifinales a Eslovenia. Los serbios habían demostrado durante la competición que tenían un equipo joven, pero de gran nivel. Su victoria ante España en la primera jornada del campeonato, no había sido casualidad, pero la ÑBA no era la misma que había iniciado el EuroBasket. La Final fue una repetición de los partidos ante Francia y Grecia, un enfrentamiento con una gran desigualdad. Desde el principio, España ganaba a Serbia, con un marcador que en el descanso ya no dejaba lugar a dudas: 52-29. 85-63 al final.

### Década dorada (2010-2020): 2 medallas olímpicas, 2.ª corona mundial y 2 oros continentales

#### Mundial de Turquía 2010
España no supo sobreponerse a las bajas de Pau Gasol y Calderón ni a la presión de ser el campeón a batir. El equipo no convenció y se perdió en cuartos por un triple de Teodosić desde medio campo. El 6.º puesto final supo a poco después de las 4 medallas consecutivas que el equipo había acumulado en los anteriores años.

#### Campeones de Europa en 2011

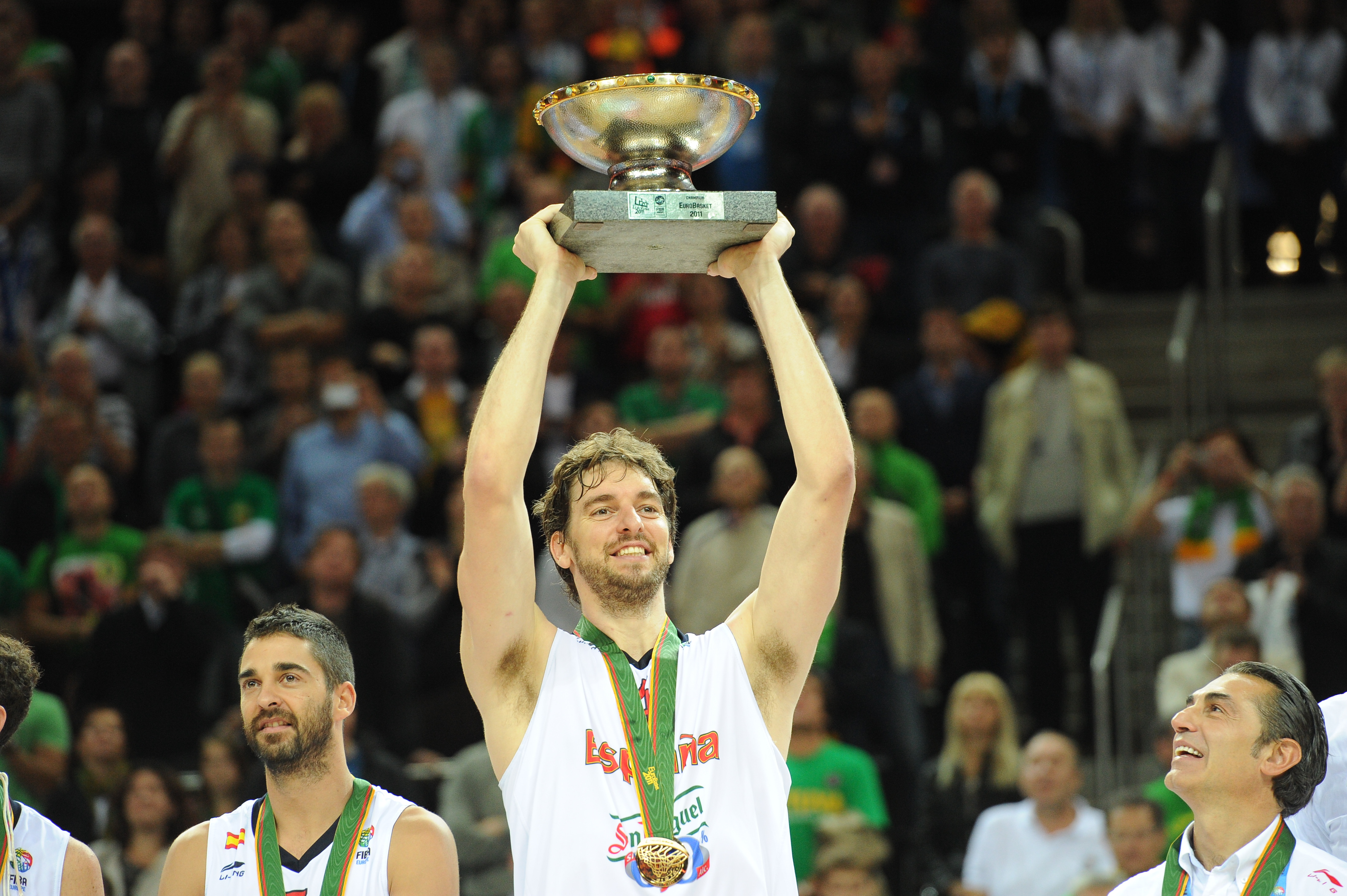
Pau Gasol alza el trofeo de campeones de Europa 2011 en el Žalgiris Arena.

En 2011 España revalidó su título de campeona de Europa, tras imponerse en la final a Francia (98-85), convirtiéndose junto a las hegemónicas Yugoslavia y Unión Soviética, en las únicas selecciones que consiguieron revalidar el título en la época moderna. Juan Carlos Navarro fue nombrado MVP del torneo, tras actuaciones estelares como los 35 puntos de la semifinal y los 27 de la final ante Francia. La mejor generación del baloncesto español, coronó con este bicampeonato europeo, un lustro de éxitos que comenzó con el Mundial 2006 de Japón.

#### Tercer subcampeonato olímpico en Londres 2012
En los Juegos Olímpicos de Londres 2012, España revalidó por segunda vez consecutiva el subcampeonato olímpico, tras disputar nuevamente la final ante Estados Unidos, en el North Greenwich Arena.

#### Bronce en el EuroBasket de 2013
Tras los Juegos Olímpicos de Londres, Scariolo dejó el cargo de seleccionador, siendo sustituido por Juan Antonio Orenga. En el Europeo 2013 de Eslovenia, España concluyó tercera, tras la derrota en semifinales ante Francia y la victoria frente a Croacia en el partido por la medalla de bronce.

#### Anfitriones de la Copa Mundial de 2014
España fue la anfitriona del Mundial 2014. Orenga siguió en el cargo, con el objetivo de pelear el oro con Estados Unidos de nuevo. Sin embargo el resultado final fue considerado un fracaso pues el equipo resultó eliminado en cuartos, otra vez ante Francia.

#### Campeones de Europa en 2015
Tras el mal resultado del Mundial, Orenga dejó el cargo y fue sustituido por Scariolo, que retornaba al cargo tras 3 años. En semifinales se derrota a Francia con una actuación de récord de Pau Gasol, clave para llevar a la selección a la final ante Lituania. El 20 de septiembre venció en la final por 80-63. De esta manera la selección española se proclamó por tercera vez en su historia campeona de Europa y obtuvo la clasificación directa para Juegos Olímpicos de Río de Janeiro 2016.

#### Bronce olímpico en Río 2016
En los Juegos Olímpicos de Río 2016, España logró su tercera medalla olímpica consecutiva, la cuarta de su historia y primera de bronce. La selección demostró de nuevo su dominio y tan solo las dos inesperadas derrotas al inicio del torneo, privaron a España de jugar por tercera vez consecutiva la final olímpica ante Estados Unidos. Tras quedar segunda en la fase de grupos, la selección quedó en el lado del cuadro de los estadounidenses, a los que se enfrentaron en semifinales, cayendo por un ajustado 82-76. En el encuentro por el tercer puesto, España se impuso por 88-89 a la selección de Australia, logrando la medalla de bronce.

#### Bronce en el EuroBasket de 2017
España alcanzó las semifinales del EuroBasket por décima edición consecutiva en 2017, perdiendo en esa ronda su primer partido del campeonato ante la selección que, a la postre, resultaría campeona: Eslovenia. En el partido por el tercer y cuarto puesto, en cambio, consiguieron derrotar a la  selección de Rusia para llevarse la medalla de bronce en el partido en que se despedía de la selección su capitán, Juan Carlos Navarro. Cabe destacar que en este campeonato, la selección alcanzó su partido número 1000 con victoria ante Croacia.

#### Campeones del mundo en 2019
España se proclamó campeona del mundo en la Copa Mundial de China 2019. España resultó invicta en los ocho partidos que disputó en el campeonato. Tras superar los tres primeros partidos de la fase de grupos, se impuso en los dos partidos claves que daban acceso a la ronda final de eliminatorias, a Italia y Serbia, logrando el pase como primera a cuartos de final, donde se enfrentó a Polonia. En semifinales venció tras dos prórrogas a Australia, logrando el pase a una final en la que se impuso por 20 puntos (95–75) a Argentina, lo que le otorgó también la clasificación directa para los Juegos Olímpicos de Tokio 2020.
Rudy Fernández y Marc Gasol, se proclamaron campeones mundiales por segunda vez, al haber formado parte a su vez, de la selección campeona en el Mundial de Japón 2006. Ricky Rubio fue elegido MVP del torneo, y junto a Marc Gasol, formó parte del quinteto ideal. Por su parte, Marc Gasol se convirtió en el segundo jugador en conquistar la NBA y el Mundial en un mismo año.

#### Juegos Olímpicos de Tokio 2020
Tras vencer en los dos primeros partidos a las selecciones de Japón y Argentina, la selección perdió en el último partido de la fase de grupos ante Eslovenia, acabando 2.ª de grupo. El nuevo mecanismo de competición dejó un desafortunado enfrentamiento en cuartos de final con Estados Unidos que acabó en derrota, dejando a España sin la lucha por los metales tras doce años. Significó el último partido de Pau Gasol, Marc Gasol y Sergio Rodríguez con la selección española.

### El relevo generacional (2022-presente)
La retirada de la selección por parte de los hermanos Gasol y “El Chacho” Rodríguez entre otros, dejaba una gran duda sobre el futuro de la selección. Solo unos pocos jugadores de esa época dorada como Ricky Rubio, Rudy Fernández o Sergio Llull permanecían. Sin embargo algunos jugadores jóvenes de esta nueva generación arrojaban algo de luz a lo que parecía que iba a ser una etapa más oscura.

#### Campeones del EuroBasket 2022
En septiembre de 2022 se daba inicio al EuroBasket 2022, en la cual España no partía favorita, y más teniendo en cuenta las lesiones de Ricky Rubio y Sergio Llull. Esto obligó a la selección a tener que buscar sustitutos para poder encarar el EuroBasket, entre lo que destaca la nacionalización del escolta estadounidense Lorenzo Brown.
Tras un torneo excepcional, y pese a no ser favorita, España acababa haciéndose con su cuarto oro continental tras vencer en la final a Francia por 88-76. Juancho Hernangómez anotó 27 puntos recibiendo el MVP de la final, y Willy Hernangómez recibió el premio a MVP del campeonato. Además, Willy y Lorenzo Brown fueron incluidos también en el mejor quinteto del torneo. Gracias a los éxitos cosechados, la selección española logró el número 1 del Ranking FIBA por primera vez en su historia.

#### Novenos en el Mundial de 2023
[actualizar]

#### Juegos Olímpicos de París 2024
[actualizar]

## Plantilla
- Lista de jugadores convocados para el Europeo de 2025:

| España                      | España                 | España | España | España | España              |
| Num                         | Jugador                | Pos    | Altura | Edad   | Equipo              |
| --------------------------- | ---------------------- | ------ | ------ | ------ | ------------------- |
| 3                           | Sergio de Larrea       | B      | 1,98 m | 19     | Valencia Basket     |
| 5                           | Mario Saint-Supery     | B      | 1,91 m | 19     | Gonzaga Bulldogs    |
| 9                           | Alberto Díaz           | B      | 1,90 m | 31     | Unicaja Málaga      |
| 6                           | Xabier López-Arostegui | E      | 2,00 m | 28     | Valencia Basket     |
| 8                           | Darío Brizuela         | E      | 1,88 m | 30     | FC Barcelona        |
| 2                           | Josep Puerto           | A      | 2,03 m | 26     | Valencia Basket     |
| 22                          | Santiago Yusta         | A      | 2,00 m | 28     | Casademont Zaragoza |
| 44                          | Joel Parra             | A      | 2,01 m | 25     | FC Barcelona        |
| 4                           | Jaime Pradilla         | AP     | 2,05 m | 24     | Valencia Basket     |
| 7                           | Santi Aldama           | AP     | 2,13 m | 24     | Memphis Grizzlies   |
| 41                          | Juancho Hernangómez    | AP     | 2,06 m | 29     | Panathinaikos       |
| 14                          | Willy Hernangómez      | P      | 2,13 m | 31     | FC Barcelona        |
| 77                          | Yankuba Sima           | P      | 2,11 m | 29     | Valencia Basket     |
| Entrenador: Sergio Scariolo |                        |        |        |        |                     |

## Partidos

### Próximos encuentros
| Fecha      | Ciudad            | Competición                   | Racha    | Local      |                       | Resultado |                                    | Visitante            |
| ---------- | ----------------- | ----------------------------- | -------- | ---------- | --------------------- | --------- | ---------------------------------- | -------------------- |
| 26/08/2023 | Yakarta           | Copa Mundial 2023             | Victoria | España     | Bandera de España     | 94:64     | Bandera de Costa de Marfil         | Costa de Marfil      |
| 28/08/2023 | Yakarta           | Copa Mundial 2023             | Victoria | Brasil     | Bandera de Brasil     | 78:96     | Bandera de España                  | España               |
| 30/08/2023 | Yakarta           | Copa Mundial 2023             | Victoria | Irán       | Bandera de Irán       | 65:85     | Bandera de España                  | España               |
| 01/09/2023 | Yakarta           | Copa Mundial 2023             | Derrota  | España     | Bandera de España     | 69:74     | Bandera de Letonia                 | Letonia              |
| 03/09/2023 | Yakarta           | Copa Mundial 2023             | Derrota  | España     | Bandera de España     | 85:88     | Bandera de Canadá                  | Canadá               |
| 22/02/2024 | Zaragoza          | Clasificación EuroBasket 2025 | Derrota  | España     | Bandera de España     | 75:79     | Bandera de Letonia                 | Letonia              |
| 25/02/2024 | Charleroi         | Clasificación EuroBasket 2025 | Derrota  | Bélgica    | Bandera de Bélgica    | 58:53     | Bandera de España                  | España               |
| 25/06/2024 | Madrid            | Amistoso                      | Derrota  | España     | Bandera de España     | 84:87     | Bandera de Italia                  | Italia               |
| 28/06/2024 | Alicante          | Amistoso                      | Victoria | España     | Bandera de España     | 84:74     | Bandera de la República Dominicana | República Dominicana |
| 02/07/2024 | Valencia          | Preolímpico 2024              | Victoria | Líbano     | Bandera de Líbano     | 59:104    | Bandera de España                  | España               |
| 03/07/2024 | Valencia          | Preolímpico 2024              | Victoria | España     | Bandera de España     | 89:81     | Bandera de Angola                  | Angola               |
| 06/07/2024 | Valencia          | Preolímpico 2024              | Victoria | Finlandia  | Bandera de Finlandia  | 74:81     | Bandera de España                  | España               |
| 07/07/2024 | Valencia          | Preolímpico 2024              | Victoria | España     | Bandera de España     | 86:78     | Bandera de Bahamas                 | Bahamas              |
| 19/07/2024 | Guadalajara       | Amistoso                      | Victoria | España     | Bandera de España     | 76:72     | Bandera de Argentina               | Argentina            |
| 23/07/2024 | Madrid            | Amistoso                      | Victoria | España     | Bandera de España     | 107:84    | Bandera de Puerto Rico             | Puerto Rico          |
| 27/07/2024 | Villeneuve-d'Ascq | Juegos Olímpicos 2024         | Derrota  | Australia  | Bandera de Australia  | 92:80     | Bandera de España                  | España               |
| 30/07/2024 | Villeneuve-d'Ascq | Juegos Olímpicos 2024         | Victoria | España     | Bandera de España     | 84:77     | Bandera de Grecia                  | Grecia               |
| 02/08/2024 | Villeneuve-d'Ascq | Juegos Olímpicos 2024         | Derrota  | Canadá     | Bandera de Canadá     | 88:85     | Bandera de España                  | España               |
| 22/11/2024 | Bratislava        | Clasificación EuroBasket 2025 | Victoria | Eslovaquia | Bandera de Eslovaquia | 72:76     | Bandera de España                  | España               |
| 25/11/2024 | Orense            | Clasificación EuroBasket 2025 | Victoria | España     | Bandera de España     | 84:71     | Bandera de Eslovaquia              | Eslovaquia           |
| 20/02/2025 | Riga              | Clasificación EuroBasket 2025 | Derrota  | Letonia    | Bandera de Letonia    | 83:66     | Bandera de España                  | España               |
| 23/02/2025 | León              | Clasificación EuroBasket 2025 | Victoria | España     | Bandera de España     | 59:52     | Bandera de Bélgica                 | Bélgica              |
| 05/08/2025 | Málaga            | Amistoso                      | Derrota  | España     | Bandera de España     | 74:76     | Bandera de Portugal                | Portugal             |
| 07/08/2025 | Málaga            | Amistoso                      | Victoria | España     | Bandera de España     | 87:73     | Bandera de República Checa         | República Checa      |
| 14/08/2025 | Badalona          | Amistoso                      | Derrota  | España     | Bandera de España     | 67:75     | Bandera de Francia                 | Francia              |
| 16/08/2025 | París             | Amistoso                      | Derrota  | Francia    | Bandera de Francia    | 78:73     | Bandera de España                  | España               |
| 21/08/2025 | Madrid            | Amistoso                      |          | España     | Bandera de España     | :         | Bandera de Alemania                | Alemania             |
| 23/08/2025 | Colonia           | Amistoso                      |          | Alemania   | Bandera de Alemania   | :         | Bandera de España                  | España               |
| 28/08/2025 | Limassol          | EuroBasket 2025               |          | Georgia    | Bandera de Georgia    | :         | Bandera de España                  | España               |
| 30/08/2025 | Limassol          | EuroBasket 2025               |          | España     | Bandera de España     | :         | Bandera de Bosnia y Herzegovina    | Bosnia y Herzegovina |
| 31/08/2025 | Limassol          | EuroBasket 2025               |          | España     | Bandera de España     | :         | Bandera de Chipre                  | Chipre               |
| 02/09/2025 | Limassol          | EuroBasket 2025               |          | Italia     | Bandera de Italia     | :         | Bandera de España                  | España               |
| 28/08/2025 | Limassol          | EuroBasket 2025               |          | España     | Bandera de España     | :         | Bandera de Grecia                  | Grecia               |

## Seleccionadores
| - Mariano Manent: 1935 - Santiago Monerris: 1943 - Anselmo López: 1947-1950 - Michael Rutzgis: 1950-1951 - Fernando Font: 1951-1952 - Freddy Borrás: 1952 - Jacinto Ardevínez: 1953-1958 - Eduardo Kucharsky: 1959-1961 - Joaquín Hernández Gallego: 1962-1964 - Pedro Ferrándiz: 1964-1965 | - Antonio Díaz-Miguel: 1965-1992 - Lolo Sainz: 1993-2001 - Javier Imbroda: 2001-2002 - Moncho López: 2002-2003 - Mario Pesquera: 2003-2005 - Pepu Hernández: 2006-2008 - Aíto García Reneses: 2008 - Sergio Scariolo: 2009-2012 - Juan Antonio Orenga: 2012-2014 - Sergio Scariolo: 2015-Actualidad |

## Plantillas anteriores
- EuroBasket 1935: finalizó 2.º  de 10 equipos.

Rafael Martín, Emilio Alonso, Pedro Alonso, Juan Carbonell, Armando Maunier, Fernando Muscat, Cayetano Ortega, Rafael Ruano. Entrenador: Mariano Manent
- Campeonato Mundial 1950: finalizó 9.º de 10 equipos.

Ignacio Pinedo, Arturo Imedio, Jaume Bassó, Andreu Oller, Álvaro Salvadores, Joan Dalmau, Julio Gámez Salinas, Eduardo Kucharsky, Ángel González-Adrio, Ángel Lozano, Domingo Bárcenas, Joan Ferrando. Entrenador: Michael Paul Rutzgis
- EuroBasket 1959: finalizó 15.º de 17 equipos.

Emiliano Rodríguez, Nino Buscató, Joaquín Hernández, Alfonso Martínez Gómez, José Luis Martínez, Francisco Capel, Jordi Parra, Josep Lluís, Josep Brunet, Joan Canals, Francisco Borrell, Artur Auladell. Entrenador: Gabriel Albertí Forner
- Juegos Olímpicos 1960: finalizó 14.º de 16 equipos.

Agustín Bertomeu, José Nora, Alfonso Martínez, Joaquín Enseñat, Santiago Navarro, Josep Lluís Cortés, Jorge Guillén, Emiliano Rodríguez, Jesús Codina, Miguel Ángel González Lázaro, Francesc Buscató, Juan Martos. Entrenador: Eduardo Kucharsky
- EuroBasket 1961: finalizó 13.º de 19 equipos.

Emiliano Rodríguez, Nino Buscató, Lolo Sainz, Carlos Sevillano, Lorenzo Alocén, Chus Codina, Josep Lluís, Alfonso Martínez, Santiago Navarro, Juan Martos, José Nora, Javier Sanjuán. Entrenador: Fernando Font
- EuroBasket 1963: finalizó 7.º de 16 equipos.

Lolo Sainz, Emiliano Rodríguez, Nino Buscató, José Ramón Ramos, Carlos Sevillano, Moncho Monsalve, Chus Codina, Alfonso Martínez, Josep Lluís, Juan Antonio Martínez Arroyo, Miguel Ángel González Lázaro, Artur Auladell. Entrenador: Joaquín Hernández Gallego
- EuroBasket 1965: finalizó 11.º de 16 equipos.

Emiliano Rodríguez, Nino Buscató, Lolo Sainz, José Ramón Ramos, Carlos Sevillano, Moncho Monsalve, Josep Lluís, Enrique Margall, Juan Antonio Martínez Arroyo, Miguel Ángel González Lázaro, Joan Fa Busquets, Juan Bautista Urberuaga. Entrenador: Pedro Ferrándiz
- EuroBasket 1967: finalizó 10.º de 16 equipos.

Nino Buscató, Emiliano Rodríguez, José Ramón Ramos, Moncho Monsalve, Enric Margall, José Luis Sagi-Vela, Toncho Nava, Alfonso Martínez, Ramón Guardiola, Ángel Serrano, Carlos Luquero, José Laso. Entrenador: Antonio Díaz-Miguel
- Juegos Olímpicos 1968: finalizó 7.º de 16 equipos.

Clifford Luyk, Emiliano Rodríguez, Nino Buscató, Vicente Ramos, Lorenzo Alocén, Enrique Margall, Toncho Nava, José Luis Sagi-Vela, Alfonso Martínez, Chus Codina, Juan Antonio Martínez Arroyo, Luis Carlos Santiago Zabaleta. Entrenador: Antonio Díaz-Miguel
- EuroBasket 1969: finalizó 5.º de 12 equipos.

Clifford Luyk, Emiliano Rodríguez, Nino Buscató, Lorenzo Alocén, Vicente Ramos, Toncho Nava, Enric Margall, José Luis Sagi-Vela, Chus Codina, Cristóbal Rodríguez, Alfonso Martínez, Víctor Manuel Escorial. Entrenador: Antonio Díaz-Miguel
- EuroBasket 1971: finalizó 7.º de 12 equipos.

Wayne Brabender, Clifford Luyk, Emiliano Rodríguez, Nino Buscató, Vicente Ramos, Rafael Rullán, Luis Miguel Santillana, José Luis Sagi-Vela, Enrique Margall, Cristóbal Rodríguez, Joan Martínez, Juan Antonio Martínez Arroyo. Entrenador: Antonio Díaz-Miguel
- Juegos Olímpicos 1972: finalizó 11.º de 16 equipos.

Juan Antonio Corbalán, Wayne Brabender, Clifford Luyk, Nino Buscató, Vicente Ramos, Rafael Rullán, Luis Miguel Santillana, Enrique Margall, Carmelo Cabrera, Jesús Iradier, Miguel Ángel Estrada, Gonzalo Sagi-Vela. Entrenador: Antonio Díaz-Miguel
- EuroBasket 1973: finalizó 2.º  de 12 equipos.

Clifford Luyk, Wayne Brabender, Nino Buscató, Vicente Ramos, Rafael Rullán, Manuel Flores, Luis Miguel Santillana, Carmelo Cabrera, José Luis Sagi-Vela, Gonzalo Sagi-Vela, Miguel Ángel Estrada, Enric Margall. Entrenador: Antonio Díaz-Miguel
- Campeonato Mundial 1974: finalizó 5.º de 14 equipos.

Juan Antonio Corbalán, Wayne Brabender, Clifford Luyk, Vicente Ramos, Manuel Flores, Luis Miguel Santillana, José Luis Sagi-Vela, Rafael Rullán, Cristóbal Rodríguez, Carmelo Cabrera, Jesús Iradier, Miguel Ángel Estrada. Entrenador: Antonio Díaz-Miguel
- EuroBasket 1975: finalizó 4.º de 12 equipos.

Wayne Brabender, Juan Antonio Corbalán, Clifford Luyk, Rafael Rullán, Luis Miguel Santillana, Cristóbal Rodríguez, Carmelo Cabrera, Manuel Flores, Jesús Iradier, Miguel Ángel Estrada, Miguel López Abril, Joan Filbá. Entrenador: Antonio Díaz-Miguel
- EuroBasket 1977: finalizó 9.º de 12 equipos.

Wayne Brabender, Juan Antonio Corbalán, Luis Miguel Santillana, Rafael Rullán, Manuel Flores, Carmelo Cabrera, Juan Domingo de la Cruz, Josep María Margall, Gonzalo Sagi-Vela, Luis María Prada, Joan Filbá, Juan Ramón Fernández. Entrenador: Antonio Díaz-Miguel
- EuroBasket 1979: finalizó 6.º de 12 equipos.

Juan Antonio Corbalán, Juan Antonio San Epifanio "Epi", Wayne Brabender, Rafael Rullán, Manuel Flores, Luis Miguel Santillana, Juan Domingo de la Cruz, Juan Manuel López Iturriaga, Joaquim Costa, José Luis Llorente, Josep María Margall, Pedro César Ansa. Entrenador: Antonio Díaz-Miguel
- Juegos Olímpicos 1980: finalizó 4.º de 12 equipos.

Juan Antonio San Epifanio "Epi", Juan Antonio Corbalán, Wayne Brabender, Nacho Solozabal, Cándido Antonio “Chicho” Sibilio, Fernando Romay, Manuel Flores, Luis Miguel Santillana, Juan Domingo de la Cruz, Juan Manuel López Iturriaga, José Luis Llorente, Josep María Margall. Entrenador: Antonio Díaz-Miguel
- EuroBasket 1981: finalizó 4.º de 12 equipos.

Juan Antonio San Epifanio "Epi", Juan Antonio Corbalán, Wayne Brabender, Nacho Solozábal, Chicho Sibilio, Fernando Martín, Fernando Romay, Manuel Flores, Rafael Rullán, Juan Domingo de la Cruz, Joaquim Costa, Josep María Margall. Entrenador: Antonio Díaz-Miguel
- Campeonato Mundial 1982: finalizó 4.º de 13 equipos.

Juan Antonio San Epifanio ''Epi'', Juan Antonio Corbalán, Chicho Sibilio, Wayne Brabender, Nacho Solozábal, Fernando Martín, Andrés Jiménez, Fernando Romay, Juan Domingo de la Cruz, Juan Manuel López Iturriaga, Joaquim Costa, Josep María Margall. Entrenador: Antonio Díaz-Miguel
- EuroBasket 1983: finalizó 2.º  de 12 equipos.

Juan Antonio San Epifanio ''Epi'', Juan Antonio Corbalán, Fernando Martín, Chicho Sibilio, Nacho Solozábal, Chichi Creus, Juan Domingo de la Cruz, Juan Manuel López Iturriaga, Fernando Romay, Josep María Margall, Andrés Jiménez, Fernando Arcega. Entrenador: Antonio Díaz-Miguel
- Juegos Olímpicos 1984: finalizó 2.º  de 12 equipos.

Juan Antonio San Epifanio ''Epi'', Juan Antonio Corbalán, Fernando Martín, Nacho Solozábal, Juan Domingo de la Cruz, Juan Manuel López Iturriaga, Fernando Romay, Andrés Jiménez, Josep María Margall, José Luis Llorente, Fernando Arcega, José Manuel Beirán. Entrenador: Antonio Díaz-Miguel
- EuroBasket 1985: finalizó 4.º de 12 equipos.

Juan Antonio San Epifanio ''Epi'', Chicho Sibilio, Fernando Martín, Jordi Villacampa, Fernando Romay, Andrés Jiménez, José Luis Llorente, Juan Domingo de la Cruz, Juan Manuel López Iturriaga, Joaquim Costa, Josep María Margall, Vicente Gil. Entrenador: Antonio Díaz-Miguel
- Campeonato Mundial 1986: finalizó 5.º de 24 equipos.

Fernando Martín, Juan Antonio San Epifanio ''Epi'', Nacho Solozábal, Jordi Villacampa, Chicho Sibilio, Joan “Chichi” Creus, Andrés Jiménez, Fernando Romay, Juan Domingo de la Cruz, Joaquim Costa, Josep María Margall, Fernando Arcega. Entrenador: Antonio Díaz-Miguel
- EuroBasket 1987: finalizó 4.º de 12 equipos.

Juan Antonio San Epifanio ''Epi'', Jordi Villacampa, Chicho Sibilio, Nacho Solozábal, Andrés Jiménez, Fernando Romay, Ferrán Martínez, Josep María Margall, José Antonio Montero, Paco Zapata, Fernando Arcega, José Ángel Arcega. Entrenador: Antonio Díaz-Miguel
- Juegos Olímpicos 1988: finalizó 8.º de 12 equipos.

Juan Antonio San Epifanio ''Epi'', Jordi Villacampa, Nacho Solozábal, Andrés Jiménez, Ferrán Martínez, José Biriukov, Enrique “Quique” Andreu, Antonio Martín, Josep María Margall, José Antonio Montero, José Luis Llorente, Fernando Arcega. Entrenador: Antonio Díaz-Miguel
- EuroBasket 1989: finalizó 5.º de 8 equipos.

Juan Antonio San Epifanio ''Epi'', José Biriukov, Andrés Jiménez, José Antonio Montero, Juan Antonio Morales, Ferrán Martínez, Pablo Laso, Quique Andreu, Rafael Vecina, Enrique "Quique" Villalobos, José Ángel Arcega, Manuel Aller. Entrenador: Antonio Díaz-Miguel
- Campeonato Mundial 1990: finalizó 10.º de 16 equipos.

Jordi Villacampa, Alberto Herreros, Ferrán Martínez, Andrés Jiménez, Fernando Romay, Rafael Jofresa, Quique Andreu, José Antonio Montero, Manel Bosch, José Miguel Antúnez, Pepe Arcega, Paco Zapata. Entrenador: Antonio Díaz-Miguel
- EuroBasket 1991: finalizó 3.º  de 8 equipos.

Juan Antonio San Epifanio ''Epi'', Jordi Villacampa, Mike Hansen, Pep Cargol, Rafael Jofresa, Quique Andreu, Manel Bosch, Antonio Martín, Juan Antonio Orenga, José Miguel Antúnez, Fernando Arcega, Silvano Bustos. Entrenador: Antonio Díaz-Miguel
- Juegos Olímpicos 1992: finalizó 9.º de 12 equipos.

Jordi Villacampa, Juan Antonio San Epifanio ''Epi'', Andrés Jiménez, Alberto Herreros, Rafael Jofresa, José Biriukov, Javier “Xavi” Fernández, Juan Antonio Orenga, Quique Andreu, Tomás Jofresa, Santiago Aldama, José Ángel Arcega Aperte. Entrenador: Antonio Díaz-Miguel
- EuroBasket 1993: finalizó 5.º de 16 equipos.

Jordi Villacampa, Juan Antonio San Epifanio ''Epi'', Alberto Herreros, Ferrán Martínez, Andrés Jiménez, Rafael Jofresa, Tomás Jofresa, Juan Antonio Orenga, Juan Antonio Morales, Antonio Martín, Nacho Azofra, Xavier “Xavi” Crespo. Entrenador: Lolo Sainz
- Campeonato Mundial 1994: finalizó 10.º de 16 equipos.

Jordi Villacampa, Juan Antonio San Epifanio ''Epi'', Andrés Jiménez, Alberto Herreros, Ferrán Martínez, Rafael Jofresa, Juan Antonio Orenga, Pablo Laso, José Miguel Antúnez, Quique Andreu, Josep “Pep” Cargol, Rafael "Rafa" Vecina. Entrenador: Lolo Sainz
- EuroBasket 1995: finalizó 6.º de 14 equipos.

Alberto Herreros, Mike Smith, Pablo Laso, Ferrán Martínez, Juan Antonio Orenga, Antonio Martín, Nacho Rodríguez, José Luis Galilea, Alberto Angulo, Xavi Fernández, Alfonso Reyes, Fran Murcia. Entrenador: Lolo Sainz
- EuroBasket 1997: finalizó 5.º de 16 equipos.

Alberto Herreros, Ferrán Martínez, Mike Smith, Rafael Jofresa, Tomás Jofresa, Roberto Dueñas, Juan Antonio Orenga, Roger Esteller, Nacho Rodríguez, Alfonso Reyes, José Antonio Paraíso, Alberto Angulo. Entrenador: Lolo Sainz
- Campeonato Mundial 1998: finalizó 5.º de 16 equipos.

Alberto Herreros, Roberto Dueñas, Juan Antonio Orenga, Nacho Rodríguez, Carlos Jiménez, Rodrigo de la Fuente, Ignacio “Nacho” Azofra, Alberto Angulo, Alfonso Reyes, Iñaki de Miguel, José Antonio Paraíso, José Ignacio “Nacho” Rodilla. Entrenador: Lolo Sainz
- EuroBasket 1999: finalizó 2.º  de 16 equipos.

Alberto Herreros, Carlos Jiménez, Roberto Dueñas, Roger Esteller, Alberto Angulo, Nacho Rodríguez, Rodrigo de la Fuente, Iñaki de Miguel, Alfonso Reyes, Juan Ignacio Romero, Nacho Rodilla, Iván Corrales. Entrenador: Lolo Sainz
- Juegos Olímpicos 2000: finalizó 9.º de 12 equipos.

Jorge Garbajosa, Johnny Rogers, Alberto Herreros, Raül López, Roberto Dueñas, Juan Carlos Navarro, Carlos Jiménez, Rodrigo de la Fuente, Alfonso Reyes, Alberto Angulo, Ignacio “Nacho” Rodríguez, Ignacio “Iñaki” de Miguel. Entrenador: Manuel “Lolo” Sainz
- EuroBasket 2001: finalizó 3.º  de 16 equipos.

Pau Gasol, Jorge Garbajosa, Juan Carlos Navarro, Chuck Kornegay, Raül López, Carlos Jiménez, Nacho Rodríguez, Felipe Reyes, Alfonso Reyes, José Antonio Paraíso, Paco Vázquez, Lucio Angulo. Entrenador: Javier Imbroda
- Campeonato Mundial 2002: finalizó 5.º de 16 equipos.

Pau Gasol, Juan Carlos Navarro, Jorge Garbajosa, José Manuel Calderón, Carlos Jiménez, Felipe Reyes, Alfonso Reyes, Nacho Rodríguez, José Antonio Paraíso, Carles Marco, Lucio Angulo, Oriol Junyent. Entrenador: Javier Imbroda
- EuroBasket 2003: finalizó 2.º  de 16 equipos.

Pau Gasol, Juan Carlos Navarro, Jorge Garbajosa, José Manuel Calderón, Carlos Jiménez, Carles Marco, Felipe Reyes, Rodrigo de la Fuente, Alfonso Reyes, Roger Grimau, Alberto Herreros, Antonio Bueno. Entrenador: Moncho López
- Juegos Olímpicos 2004: finalizó 7.º de 12 equipos.

Pau Gasol, Juan Carlos Navarro, José Manuel Calderón, Jorge Garbajosa, Roberto Dueñas, Carlos Jiménez, Rudy Fernández, Rodrigo de la Fuente, Felipe Reyes, Iker Iturbe, Jaume Comas, Óscar Yebra. Entrenador: Mario Pesquera
- EuroBasket 2005: finalizó 4.º de 16 equipos.

Juan Carlos Navarro, Jorge Garbajosa, José Manuel Calderón, Rudy Fernández, Carlos Jiménez, Fran Vázquez, Felipe Reyes, Carlos Cabezas, Sergi Vidal, Iker Iturbe, Sergio Rodríguez, Iñaki de Miguel. Entrenador: Mario Pesquera
- Campeonato Mundial 2006: finalizó 1.º  de 24 equipos.

Pau Gasol, Juan Carlos Navarro, José Manuel Calderón, Jorge Garbajosa, Rudy Fernández, Carlos Jiménez, Carlos Cabezas, Berni Rodríguez, Felipe Reyes, Marc Gasol, Álex Mumbrú, Sergio Rodríguez. Entrenador: José Vicente “Pepu” Hernández
- EuroBasket 2007: finalizó 2.º  de 16 equipos.

Pau Gasol, Juan Carlos Navarro, José Manuel Calderón, Rudy Fernández, Jorge Garbajosa, Carlos Jiménez, Carlos Cabezas, Berni Rodríguez, Felipe Reyes, Marc Gasol, Sergio Rodríguez, Álex Mumbrú. Entrenador: Pepu Hernández
- Juegos Olímpicos 2008: finalizó 2.º  de 12 equipos.

Pau Gasol, Juan Carlos Navarro, José Manuel Calderón, Rudy Fernández, Jorge Garbajosa, Carlos Jiménez, Ricky Rubio, Berni Rodríguez, Felipe Reyes, Marc Gasol, Raül López, Álex Mumbrú. Entrenador: Aíto García Reneses
- EuroBasket 2009: finalizó 1.º  de 16 equipos.

Pau Gasol, Juan Carlos Navarro, Ricky Rubio, Rudy Fernández, Jorge Garbajosa, Sergio Llull, Carlos Cabezas, Raül López, Felipe Reyes, Marc Gasol, Víctor Claver, Álex Mumbrú. Entrenador: Sergio Scariolo
- Campeonato Mundial 2010: finalizó 6.º de 24 equipos.

Fernando San Emeterio, Rudy Fernández, Ricky Rubio, Juan Carlos Navarro, Raül López, Felipe Reyes, Víctor Claver, Fran Vázquez, Sergio Llull, Marc Gasol, Álex Mumbrú, Jorge Garbajosa. Entrenador: Sergio Scariolo
- EuroBasket 2011: finalizó 1.º  de 16 equipos.

Pau Gasol, Juan Carlos Navarro, José Manuel Calderón, Ricky Rubio, Rudy Fernández, Sergio Llull, Felipe Reyes, Marc Gasol, Víctor Claver, Serge Ibaka, Fernando San Emeterio, Víctor Sada. Entrenador: Sergio Scariolo
- Juegos Olímpicos 2012: finalizó 2.º  de 12 equipos.

Pau Gasol, Juan Carlos Navarro, José Manuel Calderón, Rudy Fernández, Felipe Reyes, Marc Gasol, Serge Ibaka, Sergio Llull, Fernando San Emeterio, Víctor Claver, Víctor Sada, Sergio Rodríguez. Entrenador: Sergio Scariolo
- EuroBasket 2013: finalizó 3.º  de 24 equipos.

Pablo Aguilar, Rudy Fernández, Sergio Rodríguez, Xavi Rey, José Manuel Calderón, Ricky Rubio, Víctor Claver, Fernando San Emeterio, Sergio Llull, Marc Gasol, Germán Gabriel, Álex Mumbrú. Entrenador: Juan Antonio Orenga
- Copa Mundial 2014: finalizó 5.º de 24 equipos.

Álex Abrines, Rudy Fernández, Ricky Rubio, Juan Carlos Navarro, Sergio Rodríguez, Felipe Reyes, Víctor Claver, Serge Ibaka, Sergio Llull, Marc Gasol, Pau Gasol, José Manuel Calderón. Entrenador: Juan Antonio Orenga
- EuroBasket 2015: finalizó 1.º  de 24 equipos.

Felipe Reyes, Fernando San Emeterio, Rudy Fernández, Sergio Rodríguez, Sergio Llull, Pau Ribas, Pau Gasol, Pablo Aguilar, Víctor Claver, Nikola Mirotić, Willy Hernangómez, Guillem Vives. Entrenador: Sergio Scariolo
- Juegos Olímpicos 2016: finalizó 3.º  de 12 equipos.

Pau Gasol, Juan Carlos Navarro, José Manuel Calderón, Rudy Fernández, Felipe Reyes, Willy Hernangómez, Nikola Mirotić, Sergio Llull, Álex Abrines, Víctor Claver, Ricky Rubio, Sergio Rodríguez. Entrenador: Sergio Scariolo
- EuroBasket 2017: finalizó 3.º  de 24 equipos.

Pau Gasol, Sergio Rodríguez,  Juan Carlos Navarro, Ricky Rubio, Marc Gasol, Willy Hernangómez, Guillem Vives, Joan Sastre, Pierre Oriola, Fernando San Emeterio, Álex Abrines, Juancho Hernangómez. Entrenador: Sergio Scariolo
- Copa Mundial 2019: finalizó 1.º  de 32 equipos.

Ricky Rubio, Sergio Llull, Quino Colom, Pau Ribas, Juancho Hernangómez, Rudy Fernández, Víctor Claver, Xavi Rabaseda, Javier Beirán, Pierre Oriola, Marc Gasol, Willy Hernangómez. Entrenador: Sergio Scariolo
- Juegos Olímpicos 2020: finalizó 6.º de 12 equipos.

Pau Gasol, Rudy Fernández, Sergio Rodríguez, Ricky Rubio, Víctor Claver, Marc Gasol, Willy Hernangómez, Usman Garuba, Alberto Abalde, Álex Abrines, Sergio Llull, Xabier López-Arostegui. Entrenador: Sergio Scariolo
- EuroBasket 2022: finalizó 1.º  de 24 equipos.

Lorenzo Brown, Jaime Fernández, Alberto Díaz, Xabier López-Arostegui, Darío Brizuela, Rudy Fernández, Joel Parra, Jaime Pradilla, Usman Garuba, Juancho Hernangómez, Sebas Saiz, Willy Hernangómez. Entrenador: Sergio Scariolo
- Copa Mundial 2023: finalizó 9.º de 32 equipos.

Rudy Fernández, Darío Brizuela, Alberto Díaz, Víctor Claver, Santi Aldama, Willy Hernangómez, Usman Garuba, Álex Abrines, Sergio Llull, Juan Núñez, Juancho Hernangómez, Joel Parra. Entrenador: Sergio Scariolo
- Juegos Olímpicos 2024: finalizó 10.º de 12 equipos.

Lorenzo Brown, Alberto Díaz, Álex Abrines, Xabier López-Arostegui, Darío Brizuela, Sergio Llull, Rudy Fernández, Usman Garuba, Santi Aldama, Jaime Pradilla, Juancho Hernangómez, Willy Hernangómez. Entrenador: Sergio Scariolo

## Finales
| Fecha                    | Competición                          | Campeón        | Resultado | Subcampeón |
| ------------------------ | ------------------------------------ | -------------- | --------- | ---------- |
| 3 de mayo de 1935        | Europeo de Suiza 1935                | Letonia        | 24 - 18   | España     |
| 6 de octubre de 1973     | Europeo de España 1973               | Yugoslavia     | 78 - 67   | España     |
| 4 de junio de 1983       | Europeo de Francia 1983              | Italia         | 105 - 96  | España     |
| 10 de agosto de 1984     | Juegos Olímpicos de Los Ángeles 1984 | Estados Unidos | 96 - 65   | España     |
| 3 de julio de 1999       | Europeo de Francia 1999              | Italia         | 64 - 56   | España     |
| 14 de septiembre de 2003 | Europeo de Suecia 2003               | Lituania       | 93 - 84   | España     |
| 3 de septiembre de 2006  | Mundial de Japón 2006                | España         | 70 - 47   | Grecia     |
| 16 de septiembre de 2007 | Europeo de España 2007               | Rusia          | 60 - 59   | España     |
| 24 de agosto de 2008     | Juegos Olímpicos de Pekín 2008       | Estados Unidos | 118 - 107 | España     |
| 20 de septiembre de 2009 | Europeo de Polonia 2009              | España         | 85 - 63   | Serbia     |
| 18 de septiembre de 2011 | Europeo de Lituania 2011             | España         | 98 - 85   | Francia    |
| 12 de agosto de 2012     | Juegos Olímpicos de Londres 2012     | Estados Unidos | 107 - 100 | España     |
| 20 de septiembre de 2015 | Europeo de Francia 2015              | España         | 80 - 63   | Lituania   |
| 15 de septiembre de 2019 | Mundial de China 2019                | España         | 95 - 75   | Argentina  |
| 18 de septiembre de 2022 | Europeo de 2022                      | España         | 88 - 76   | Francia    |

## Datos y estadísticas

### Récords
- Más partidos: Antonio Díaz-Miguel: 423 partidos en 27 años.
- Más medallas: Sergio Scariolo:

- Más internacionalidades: Rudy Fernández, 266 partidos.
- Más puntos anotados: Pau Gasol, 3.656 puntos.
- Más puntos anotados en un partido: Jordi Villacampa, 48 puntos en partido frente a Venezuela del Campeonato del Mundo de Argentina de 1990.[68]
- Más medallas: Pau Gasol y Rudy Fernández, con once.[69]
- Más participaciones olímpicas: con 6 Rudy Fernández (Atenas 2004, Pekín 2008, Londres 2012, Río 2016, Tokio 2020, París 2024), con 5 Juan Carlos Navarro (Sídney 2000, Atenas 2004, Pekín 2008, Londres 2012 y Río 2016) y Pau Gasol (Atenas 2004, Pekín 2008, Londres 2012, Río 2016 y Tokio 2020). Con 4 Juan Antonio San Epifanio (Moscú 1980, Los Ángeles 1984, Seúl 1988 y Barcelona 1992), Felipe Reyes y José Manuel Calderón (Atenas 2004, Pekín 2008, Londres 2012 y Río 2016)
- Mayor permanencia como internacional: Pau Gasol, 20 años, Rudy Fernández, 20 años, y Juan Carlos Navarro, 17 años.
- Más veterano: Rudy Fernández con 39 años y 3 meses.
- Más jóvenes: Carlos Sevillano con 17 años, 3 meses y 11 días; Juan Antonio Corbalán con 17 años, 8 meses y 24 días y Ricky Rubio con 17 años, 8 meses y 28 días.[70]

### Hitos
- En 1999, España logró su primer Mundial Sub-19. Aquella generación denominada como los «Júniors de Oro», integrada por jugadores como Navarro, Gasol, Raül López, Felipe Reyes, Berni Rodríguez o Carlos Cabezas,[71] que posteriormente lograrían con la selección absoluta el Campeonato Mundial en 2006, se impuso a Estados Unidos por 87-93 en el Pavilhão Atlântico de Lisboa.[72][73] La «generación de oro» del baloncesto español, coincide a su vez en su inicio, con la liderada por Xavi Hernández e Iker Casillas en fútbol, que también se proclamó campeona del mundo sub-20 en 1999.[74] Ambas selecciones juveniles, fueron premiadas conjuntamente como «mejores selecciones nacionales del año» en los Premios Nacionales del Deporte de 1999.[75]

- En 2011, España se proclamó por primera vez campeona continental en la nueva categoría júnior, en el Europeo Sub-20 que disputó como anfitriona en el Bilbao Arena de Vizcaya, ganando todos sus partidos e imponiéndose en la final a Italia por 82-70.[76]

#### Más internacionalidades
Actualizado el 2 de agosto de 2024
Los jugadores con más de 100 partidos internacionales representando a España:
| #    | Jugador                   | Part. | Carrera   |
| ---- | ------------------------- | ----- | --------- |
| 1.º  | Rudy Fernández            | 266   | 2004-2024 |
| 2.º  | Juan Carlos Navarro       | 253   | 1999-2017 |
| 3.º  | Juan Antonio San Epifanio | 239   | 1979-1994 |
| 4.º  | Felipe Reyes              | 236   | 2001-2016 |
| 5.º  | Francesc Buscató          | 222   | 1959-1973 |
| 6.º  | Pau Gasol                 | 216   | 2000-2021 |
| 7.º  | José Manuel Calderón      | 193   | 2003-2016 |
| 8.º  | Marc Gasol                | 191   | 2006-2021 |
| 9.º  | Wayne Brabender           | 190   | 1969-1989 |
| 10.º | Josep Maria Margall       | 188   | 1975-1989 |
| 11.º | Andrés Jiménez            | 187   | 1982-1994 |
| 12.º | Juan Antonio Corbalán     | 178   | 1972-1994 |
| 13.º | Emiliano Rodríguez        | 175   | 1958-1971 |
| 14.º | Fernando Romay            | 174   | 1979-1992 |

| #    | Jugador                | Part. | Carrera   |
| ---- | ---------------------- | ----- | --------- |
| 15.º | Sergio Llull           | 173   | 2009-     |
| 16.º | Alberto Herreros       | 172   | 1990-2003 |
| 17.º | Carlos Jiménez         | 170   | 1999-2008 |
| 18.º | Víctor Claver          | 169   | 2007-2024 |
| 19.º | Jorge Garbajosa        | 167   | 1999-2010 |
| 20.º | Rafael Rullán          | 162   | 1971-1981 |
| 21.º | Luis Miguel Santillana | 160   | 1971-1980 |
| 22.º | Ricky Rubio            | 159   | 2008-     |
| 23.º | Jordi Villacampa       | 158   | 1984-1994 |
| 24.º | Ferrán Martínez        | 156   | 1986-1999 |
| 25.º | Sergio Rodríguez       | 154   | 2005-2021 |
| 26.º | Clifford Luyk          | 150   | 1966-1976 |
| 27.º | Alfonso Martínez       | 148   | 1956-1969 |
| 28.º | Ignacio Solozábal      | 142   | 1980-1989 |

| #    | Jugador                 | Part. | Carrera   |
| ---- | ----------------------- | ----- | --------- |
| 29.º | Alfonso Reyes           | 140   | 1995-2003 |
| 30.º | Enric Margall           | 136   | 1964-1974 |
| 31.º | Juan Domingo de la Cruz | 131   | 1977-1992 |
| 32.º | Manolo Flores           | 129   | 1972-1981 |
| =    | Juan Antonio Orenga     | 129   | 1988-1999 |
| 34.º | Nacho Rodríguez         | 125   | 1994-2002 |
| 35.º | Fernando Arcega         | 122   | 1981-1992 |
| 36.º | Josep Lluís             | 118   | 1957-1966 |
| 37.º | Álex Mumbrú             | 113   | 2001-2013 |
| 38.º | José Luis Llorente      | 112   | 1979-1990 |
| 39.º | Vicente Ramos           | 109   | 1966-1975 |
| =    | Fernando San Emeterio   | 109   | 2010-2017 |
| 41.º | Willy Hernangómez       | 104   | 2014-     |
| 42.º | Carmelo Cabrera         | 102   | 1970-1977 |

* En negrita, jugadores en activo; en negrita y cursiva, jugadores en activo en su club, pero que han anunciado su retirada de la selección.

#### Máximos anotadores
Jugadores que han anotado más de 2000 puntos con la selección hasta el 23 de julio de 2024:
| # | Jugador                   | Puntos | PPP  |
| - | ------------------------- | ------ | ---- |
| 1 | Pau Gasol                 | 3656   | 16,9 |
| 2 | Juan Antonio San Epifanio | 3330   | 13,9 |
| 3 | Wayne Brabender           | 2861   | 15,1 |
| 4 | Emiliano Rodríguez        | 2842   | 16,2 |
| 5 | Juan Carlos Navarro       | 2796   | 11,1 |
| 6 | Andrés Jiménez            | 2393   | 12,8 |
| 7 | Rudy Fernández            | 2161   | 8,1  |
| 8 | Clifford Luyk             | 2021   | 13,5 |
| 9 | Alberto Herreros          | 2003   | 11,6 |

## Historial

### Juegos Olímpicos[78]
| Baloncesto en los Juegos Olímpicos |
| --- |
| - Berlín 1936: No participó - Londres 1948: No calificó - Helsinki 1952: No calificó - Melbourne 1956: No calificó - Roma 1960: 14.º - Tokio 1964: No calificó - México 1968: 7.º - Múnich 1972: 11.º - Montreal 1976: No calificó - Moscú 1980: 4.º - Los Ángeles 1984: - Seúl 1988: 8.º - Barcelona 1992: 9.º - Atlanta 1996: No calificó - Sídney 2000: 9.º - Atenas 2004: 7.º - Pekín 2008: - Londres 2012: - Río 2016: - Tokio 2020: 6.º - París 2024: 10.º |

### Mundiales[79]
Resultado General: 3er puesto
| Copa Mundial de Baloncesto |
| --- |
| - 1950: 9.º - 1954: No calificó - 1959: No calificó - 1963: No calificó - 1967: No calificó - 1970: No calificó - 1974: 5.º - 1978: No calificó - 1982: 4.º - 1986: 5.º - 1990: 10.º - 1994: 10.º - 1998: 5.º - 2002: 5.º - 2006: - 2010: 6.º - 2014: 5.º - 2019: - 2023: 9.º - 2027: TBD |

### Europeos[80]
| EuroBasket |
| --- |
| - 1935: - 1937: No participó - 1939: No participó - 1946: No participó - 1947: No participó - 1949: No participó - 1951: No participó - 1953: No participó - 1955: No participó - 1957: No participó - 1959: 15.º - 1961: 13.º - 1963: 7.º - 1965: 11.º - 1967: 10.º - 1969: 5.º - 1971: 7.º - 1973: - 1975: 4.º - 1977: 9.º - 1979: 6.º - 1981: 4.º - 1983: - 1985: 4.º - 1987: 4.º - 1989: 5.º - 1991: - 1993: 5.º - 1995: 6.º - 1997: 5.º - 1999: - 2001: - 2003: - 2005: 4.º - 2007: - 2009: - 2011: - 2013: - 2015: - 2017: - 2022: - 2025: Clasificado |

## Palmarés

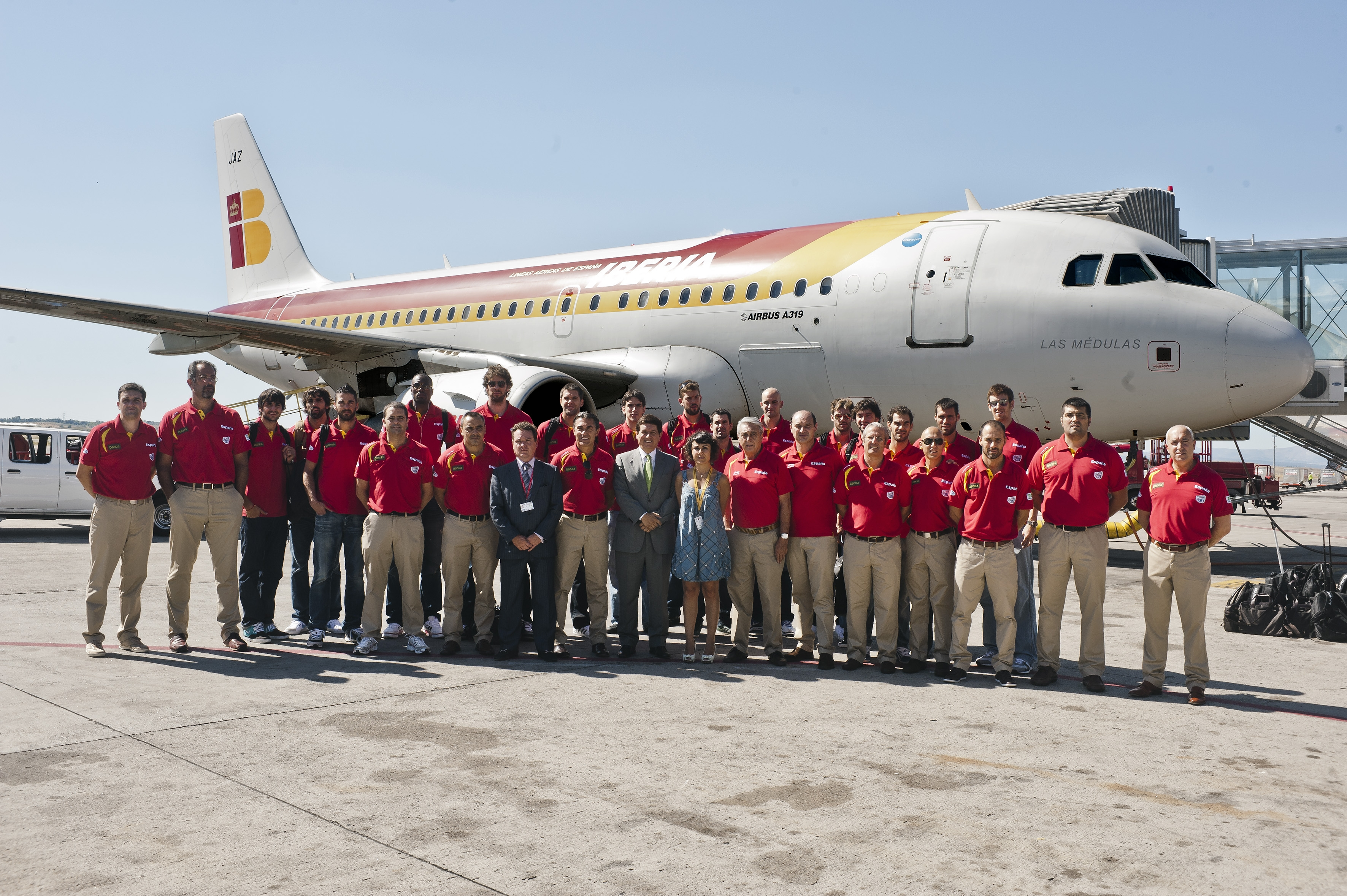
Los internacionales españoles antes de embarcar hacia Lituania, para disputar el Eurobasket 2011.

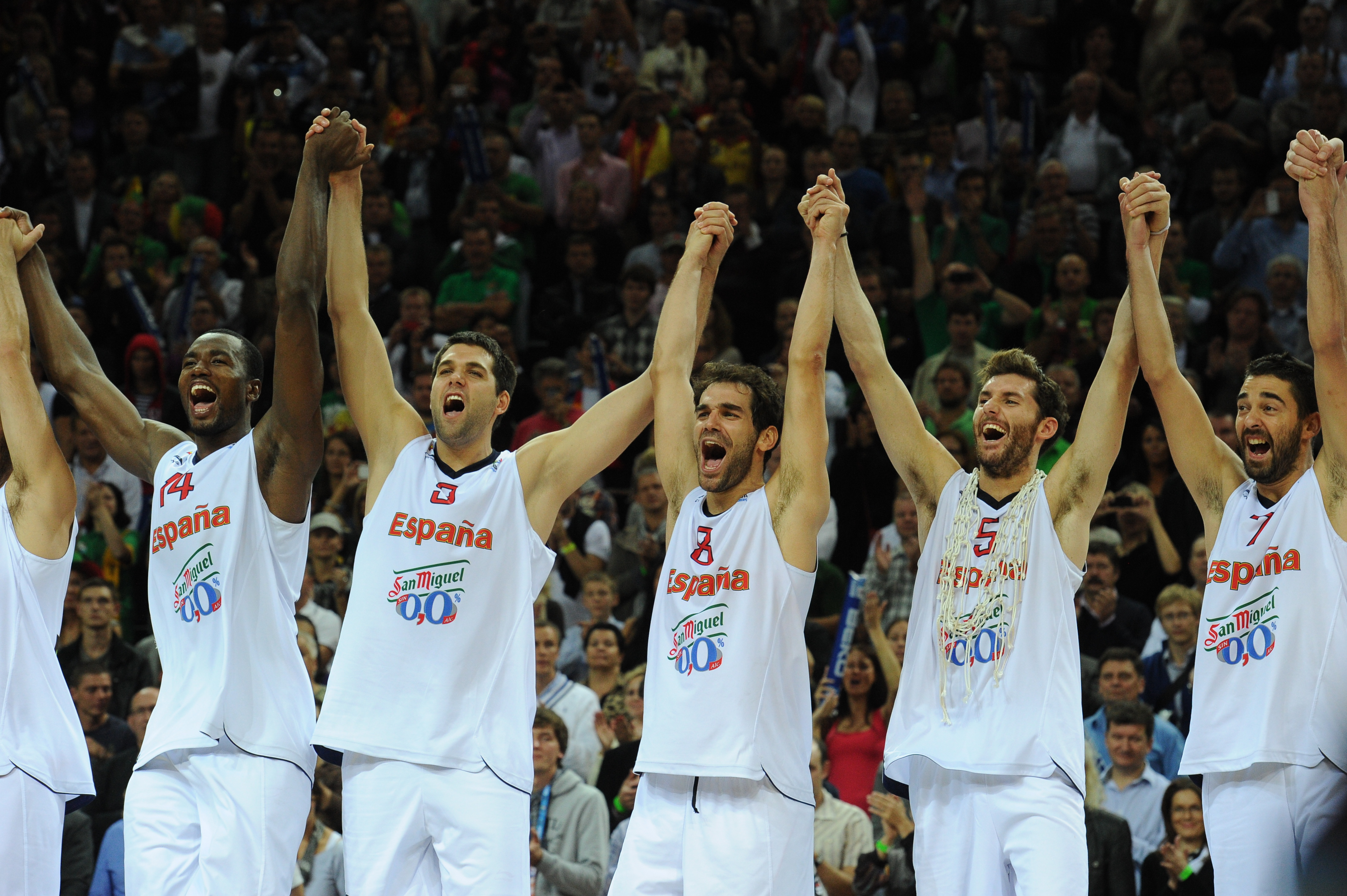
Los internacionales españoles celebrando el Eurobasket 2011.

### Selección absoluta
España ha ganado un total de seis títulos oficiales en su historia: dos campeonatos del mundo y cuatro campeonatos continentales europeos. 
Títulos mayores
- Copa Mundial de Baloncesto:
  -   Campeón (2): 2006, 2019

- Juegos Olímpicos:
  -   Subcampeón (3): 1984, 2008, 2012
  -   Tercer lugar (1): 2016

- EuroBasket:
  -   Campeón (4): 2009, 2011, 2015, 2022
  -  Subcampeón (6): 1935, 1973, 1983, 1999, 2003, 2007
  -  Tercer lugar (4): 1991, 2001, 2013, 2017

Títulos menores
- Juegos Mediterráneos:
  -    Campeón (3): 1955, 1997, 2001
  -   Subcampeón (4): 1951, 1959, 1963, 1987
  -   Tercer lugar (1): 2005

### Selecciones juveniles
- Campeonato Mundial de Baloncesto Sub-19:
  -   Campeón (2): 1999, 2023
  -  Tercer lugar (1): 1995

- Campeonato Mundial de Baloncesto Sub-17:
  -  Subcampeón (1): 2022

- Campeonato Europeo de Baloncesto Sub-20:
  -   Campeón (3): 2011, 2016, 2022
  -  Subcampeón (6): 1996, 2002, 2007, 2014, 2015, 2019
  -  Tercer lugar (7): 1994, 2000, 2008, 2009, 2010, 2012, 2013

- Campeonato Europeo de Baloncesto Sub-18:
  -   Campeón (6): 1998, 2004, 2011, 2019, 2022, 2025
  -  Subcampeón (4): 1974, 1978, 2017, 2023
  -  Tercer lugar (5): 1976, 1990, 1994, 2006, 2013

- Campeonato Europeo de Baloncesto Sub-16:
  -   Campeón (6): 2006, 2009, 2013, 2016, 2019, 2023
  -  Subcampeón (9): 1973, 1983, 1985, 1993, 1995, 2007, 2018, 2022, 2024
  -  Tercer lugar (6): 1979, 1991, 2001, 2005, 2011, 2014

### Premio Princesa de Asturias de los Deportes
En el año 2006 la selección de baloncesto de España recibió el Premio Princesa de Asturias de los Deportes. Dicha selección la componían:
- Pepu Hernández (seleccionador), Pau Gasol, Rudy Fernández, Carlos Cabezas, Juan Carlos Navarro, José Manuel Calderón, Felipe Reyes, Carlos Jiménez, Sergio Rodríguez, Berni Rodríguez, Marc Gasol, Álex Mumbrú, Jorge Garbajosa

## Proveedores
| Proveedor | Proveedor |
| Años      | Proveedor |
| --------- | --------- |
| 1982–1991 |           |
| 1992      |           |
| 1993-2001 |           |
| 2002-2003 | Austral   |

| Proveedor       | Proveedor |
| Años            | Proveedor |
| --------------- | --------- |
| 2004–2012       |           |
| 2013–actualidad |           |

## Condecoraciones
| Distinción                                                     | Año                                |
| -------------------------------------------------------------- | ---------------------------------- |
| Placa de Oro – Real Orden del Mérito Deportivo                 | 2007                               |
| Galardón                                                       | Año                                |
| Premio Nacional del Deporte «Mejor Selección Española del Año» | 1983, 1984, 2003, 2006, 2009, 2015 |
| Premio Príncipe de Asturias de los Deportes                    | 2006                               |
| Hall of Fame del Baloncesto Español (Selección 1984)           | 2022                               |
| Hall of Fame del Baloncesto Español (Selección Sub-19 2023)    | 2024                               |

| Predecesor: · Fernando Alonso · España | 20.º Premio Príncipe de Asturias de los Deportes 2006 | Sucesor: · Michael Schumacher · Alemania |

## Filmografía
- Documental Globomedia (25/08/2014), «La generación de oro, una historia de amistad y baloncesto» en YouTube.[86][87][88]
- Documental Mediaset España (30/08/2014), «Generación '99: Pau y Navarro».[89][90]
- Documental Movistar+ (27/12/2018), «Informe Robinson - Oro, historia de una generación» en YouTube.
- Documental Prime Video (13/07/2021), «La Familia».[91]